# Celtic Park
Celtic Park – stadion piłkarski w Glasgow, w Szkocji. Jest to główny stadion klubu piłkarskiego Celtic F.C. Pojemność stadionu wynosi 60 355 widzów.
Stadion nazywany jest przez kibiców Parkhead lub Paradise.
Celtic przeniósł się z "rdzennego" Celtic Park do obecnego miejsca w 1892. Stadion przeszedł 4 remonty. W trakcie jednego z nich w 1988, powstało charakterystyczne wejście z czerwonej cegły prowadzące na trybunę główną. Ostatnia modernizacja miała miejsce w połowie lat 90. i miała na celu przystosowanie stadionu do norm wyznaczonych przez Raport Taylora. Projektantem trybuny głównej był Archibald Leitch, architekt, który zaprojektował również stadiony klubów: Rangers F.C., Sunderland A.F.C. czy Everton F.C.
Stadion składa się z czterech trybun:
- North Stand (trybuna północna – dawniej zwana "The Jungle"),
- West Stand (trybuna zachodnia – Jock Stein Stand),
- East Stand (trybuna wschodnia – Lisbon Lions Stand),
- South Stand (trybuna południowa – Main Stand).

Dla kibiców gości przewidziana jest trybuna East Stand.
Na stadionie tym znajduje się 96 miejsc dla kibiców gospodarzy i 10 dla fanów gości, poruszających się na wózkach inwalidzkich. W zachodniej części trybun znajduje się pięć specjalistycznych toalet, a we wschodniej dwie dla kibiców niepełnosprawnych. W części East Stand jest ulokowana siedziba policji, natomiast w sekcji South Stand mieści się muzeum Celtic F.C.
W 1938 stadion Celtic zaliczył największą liczbę kibiców: 92 000, kiedy grał przeciwko Rangers. Wynajem stadionu jest możliwy.

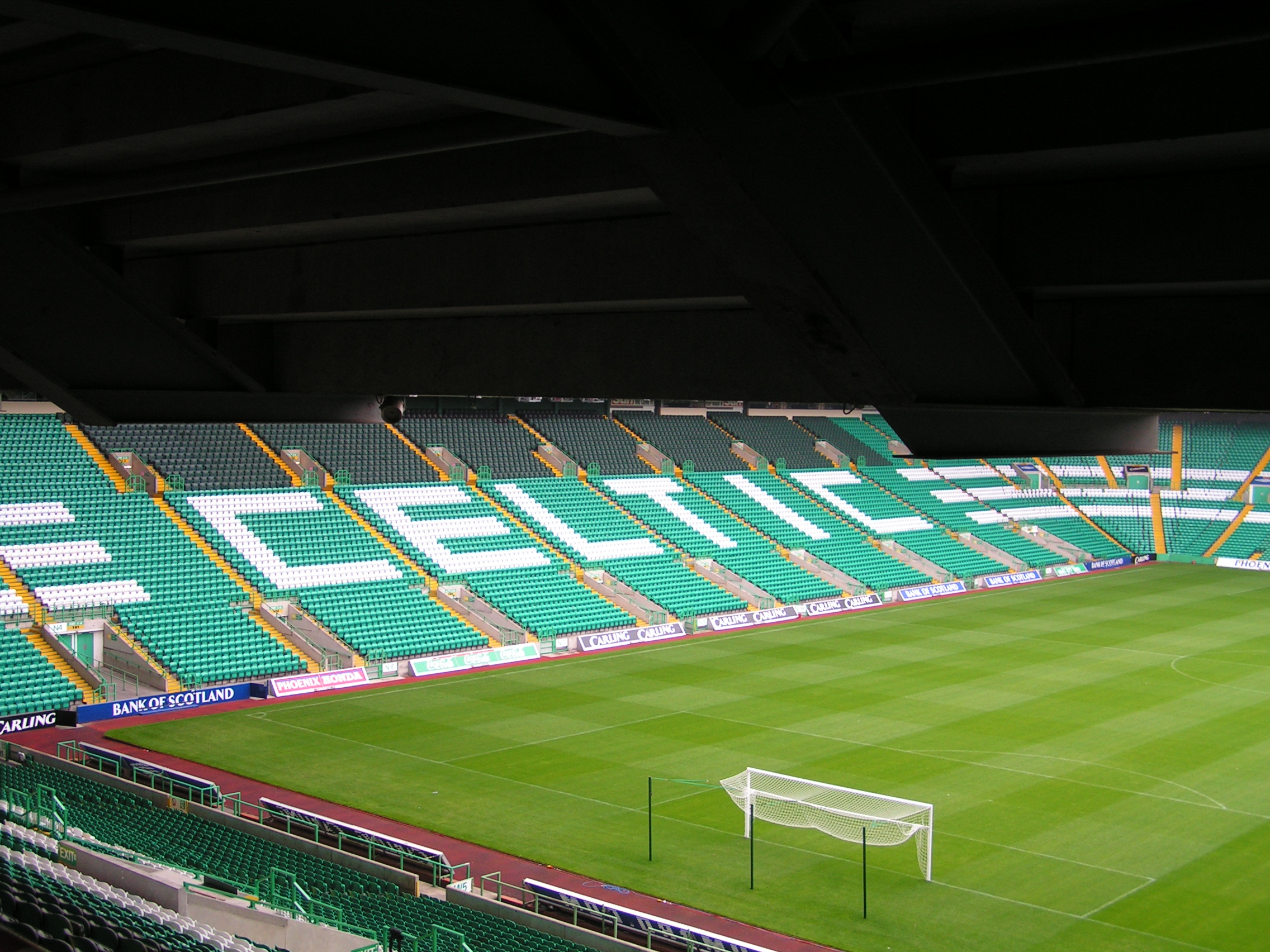
Celtic Park – widok trybun